# Damasonium

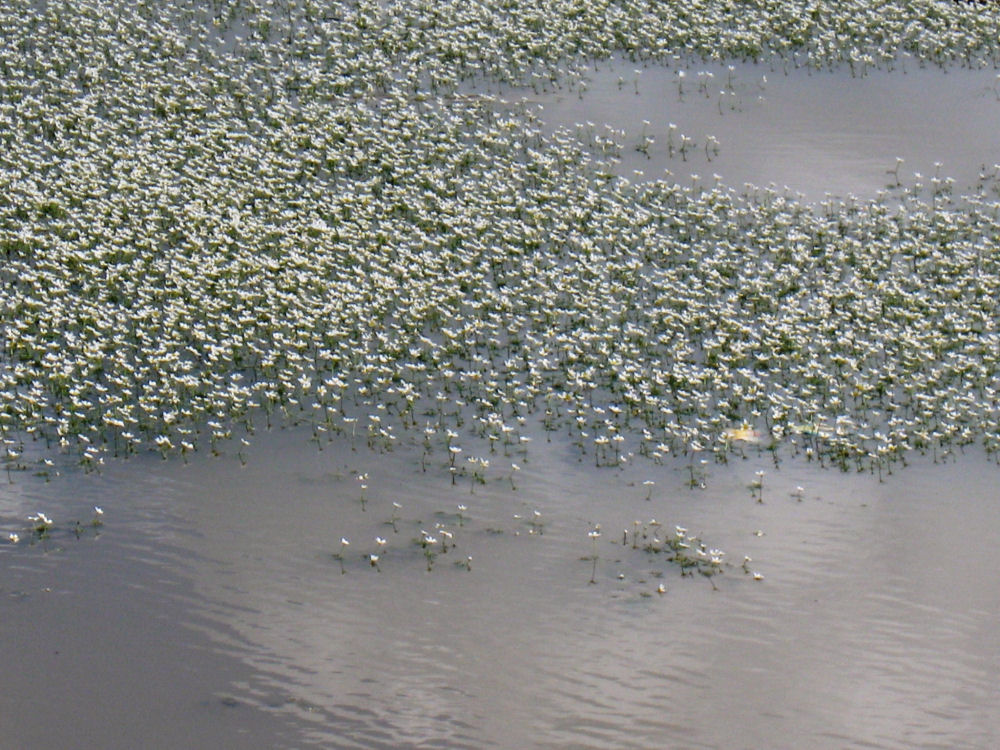
Stanowisko Damasonium sp.

Damasonium Mill. – rodzaj jednorocznych lub wieloletnich, słodkowodnych roślin z rodziny żabieńcowatych (Alismataceae), obejmujący 6 gatunków występujących w Europie (poza Europą środkową i północną), północnej Afryce, na Syberii, w Kazachstanie, Transkaukazji, zachodniej Azji, Indiach, Australii oraz w zachodnich Stanach Zjednoczonych.
Za nazwę naukową rodzaju przyjęto jego grecką nazwę zwyczajową, stosowaną od  starożytności.

## Morfologia
PokrójRośliny o liściach wynurzonych lub pływających.
LiścieBlaszki wąskolancetowate do jajowatych, o zaokrąglonej lub wąsko zwężającej się nasadzie, całobrzegie, ostre. Ogonki liściowe trójkątne.
KwiatyKwiaty położone w 1–9 okółkach, zebrane w wiechę złożoną. Kwiatostan wzniesiony, wynurzony. Podsadki grube, ostre, gładkie. Kwiaty obupłciowe, szypułkowe, 6-pręcikowe, 6–15–słupkowe. Przysadki lancetowate do jajowato-lancetowatych, krótsze od szypułek, zaostrzone. Dno kwiatowe płaskie. Działki kielicha wzniesione, zielne. Płatki korony białe lub różowe, o ząbkowanych wierzchołkach. Pręciki o rozszerzonych nitkach, gładkie. Słupki położone w 1 okółku, promieniujące gwiaździście, słabo spójne proksymalnie. Zarodnie 1-2-zalążkowe.
OwocePodłużnie żeberkowane, bocznie spłaszczone.
GenetykaLiczba chromosomów 2n = 14.

## Systematyka
Systematyka według Angiosperm Phylogeny Website (aktualizowany system APG III z 2009)Należy do rodziny żabieńcowatych (Alismataceae) w obrębie rzędu żabieńcowców (Alismatales) należącego do kladu jednoliściennych.
Gatunki
- Damasonium alisma Mill.
- Damasonium bourgaei Coss.
- Damasonium californicum Torr. in G.Bentham
- Damasonium constrictum Juz.
- Damasonium minus (R.Br.) Buchenau
- Damasonium polyspermum Coss.

## Zagrożenie i ochrona
Dwa gatunki Damasonium umieszczone są w Czerwonej księdze gatunków zagrożonych:
- Damasonium bourgaei – ze statusem LC (mniejszej troski),
- Damasonium polyspermum – ze statusem VU (narażony).

Populacje obu gatunków maleją z uwagi na niszczenie i degradację siedlisk. Głównymi zagrożeniami dla obu gatunków są zmiany hydrologiczne, w tym osuszanie lub budowanie zbiorników wodnych, a także ekspansja gatunków inwazyjnych, takich jak Azolla filiculoides.